# Gerhard Rehm (Unternehmer)
Gerhard Rehm (* 15. Oktober 1816 in Weisweiler; † 1. August 1892 in Astenet) war ein deutscher Unternehmer, Spekulant und Stifter.

## Leben und Wirken
Der Sohn eines Landwirts aus Weisweiler kam als junger Mensch nach Aachen, wo er zunächst als Weißgerber tätig war. Über Rehms weitere Tätigkeiten gibt es im Einzelnen keine klaren Zuordnungen, die amtlichen Quellen bezeichnen ihn um 1857 in Gemeinschaft mit einem Wilhelm Lausberg als Dampfkesselfabrikanten und bereits ein Jahr später als Eisenbahnwagenfabrikanten. Ab 1863 wird Rehm in den historischen Adressbüchern Aachens als Tuch- und Kratzenfabrikant geführt. Wenige Jahre später wird Rehm als Grubenbesitzer bezeichnet, wobei nicht definiert ist, um welche Grube es sich dabei handelt.

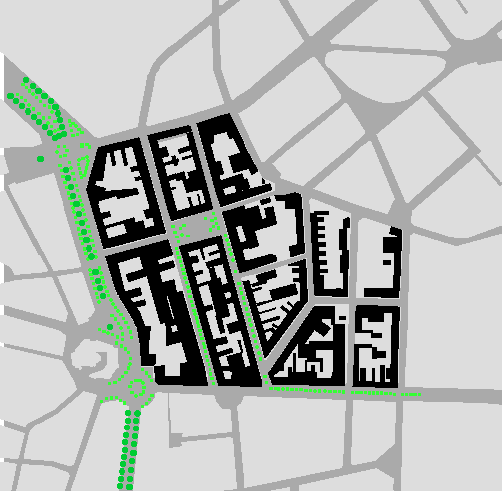
Rehmviertel in Aachen (1925)

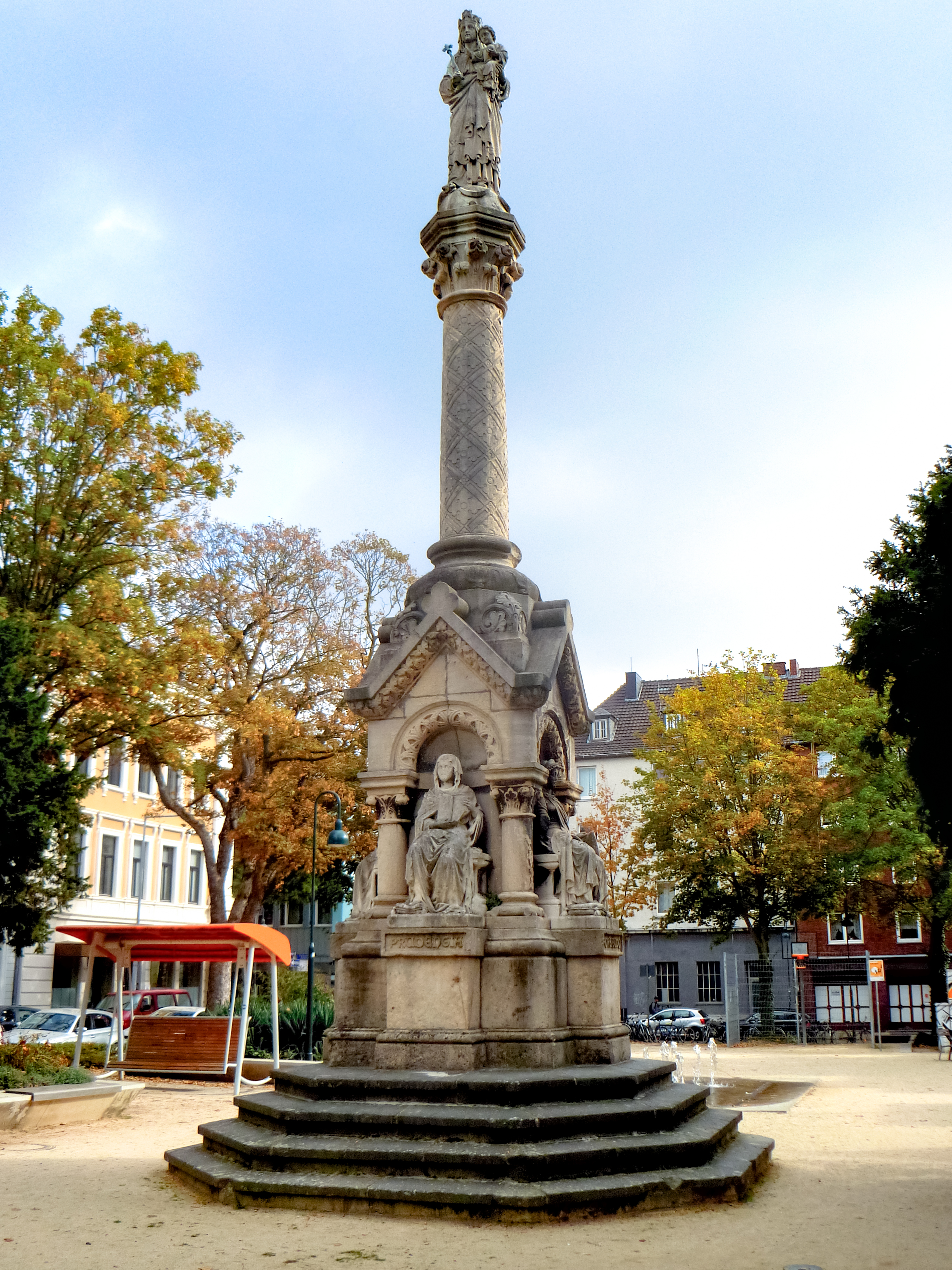
Mariensäule auf dem Rehmplatz

Bei all diesen Verwendungen betätigte sich Rehm als erfolgreicher Spekulant und verstand es, sowohl für seine Auftraggeber als auch für sich selbst ertragreiche Gewinne zu erzielen. Einen Großteil dieser Gewinne nutzte er Mitte der 1860er-Jahre zum Kauf eines größeren Areals vor dem Kaiserplatz zwischen Adalbertsteinweg und Jülicher Straße. Dieses Gebiet galt als Sumpfgebiet und war geprägt von den aus der Stadt heraus fließenden Gewässern von Pau und Wurm sowie durch einige Mühlenbetriebe. Rehm offerierte dieses Areal zunächst für den Wettbewerb um einen Standort für das geplante neue Polytechnikum, die spätere RWTH Aachen, aber nachdem die Aachener Bezirksregierung sich für das Gebiet im Bereich des Templergrabens entschieden hatte, ließ er nach entsprechender Vorbereitung dort sowohl zahlreiche hochwertige Häuser im Stil des Historismus als auch Arbeiterblocks für die Industriearbeiter aus den umliegenden Großfirmen im Aachener Nordviertel errichten. Eine der dort eingerichteten Straßen, in der er sein eigenes Domizil errichtet hatte, trug zu damaliger Zeit seinen Namen, aber heute erinnert nur ein großer zentraler Platz an den Stifter dieses Viertels. Etwa zum Abschluss seiner dortigen Bauvorhaben ließ Rehm 1887 auf diesem Platz die Mariensäule errichten, die nach Plänen des Aachener Stadtbaumeisters Joseph Laurent in der Bildhauer-Werkstatt von Wilhelm Pohl angefertigt wurde und das erste öffentliche religiöse Denkmals Aachens war. Sowohl der Großteil der heute noch erhaltenen Häuser aus jener Zeit als auch die Mariensäule wurden unter Denkmalschutz gestellt. Nachdem sich das Rehmviertel im späten 20. Jahrhundert allmählich zu einem sozialen Brennpunkt entwickelt hatte, wurde mittlerweile damit begonnen, es im Rahmen des Förderprogramms Soziale Stadt wiederherzurichten und aufzuwerten.
In Sichtweite dieses Rehmviertels ließ Gerhard Rehm im Jahr 1879 anlässlich der Goldenen Hochzeit des Kaiserpaares einen gusseisernen Brunnen auf dem Kaiserplatz aufstellen, den er ein Jahr zuvor auf der Pariser Weltausstellung bewundert hatte. Dieser Brunnen wurde 1939 für Rüstungszwecke eingeschmolzen. Darüber hinaus stiftete er der Kirche St. Adalbert am Kaiserplatz eine steinerne Kanzel.

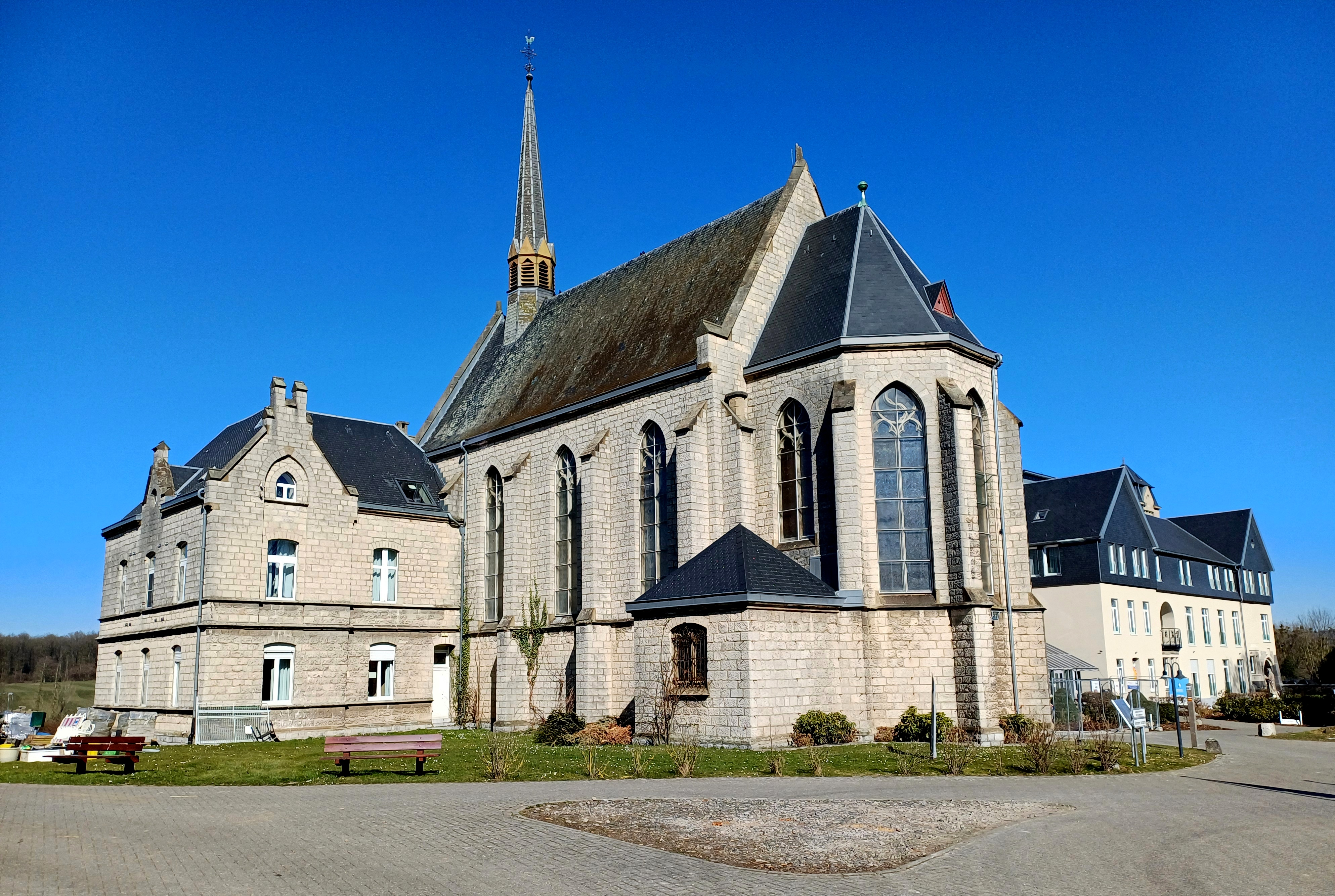
Katharinenstift, Astenet, Kapellenanbau von 1910

Gerhard Rehm war verheiratet mit Katharina geb. Ervens (1818–1887), Tochter des Zollkontrolleurs und späteren Tuchfabrikanten Joseph Ervens. Diese verfügte nach dem Ausbruch einer schweren Erkrankung, in deren Verlauf sie von den Barmherzigen Schwestern nach den Regeln des hl. Augustinus in Neuss gepflegt worden war, dass ein beachtlicher Teil ihres Vermögens den Augustinerinnen für wohltätige Zwecke zur Verfügung gestellt werden solle. Nach ihrem Tod fasste Gerhard Rehm den Entschluss, dieses Geld zusammen mit eigenen Mitteln in eine Stiftung fließen zu lassen, die dafür vorgesehen war, auf dem Areal von Gut Weide in Astenet, das in seinem Besitz war, das nach seiner Frau benannte „Katharinenstift“ einzurichten. Der ursprüngliche Zweck dieses Stifts war die Organisation einer ambulanten Krankenpflege in den umliegenden Ortschaften, das Betreiben einer Haushaltsschule für Mädchen, die Aufnahme von Frauen beider Konfessionen als Pensionärinnen zwecks Krankenpflege und die Aufnahme katholischer Waisenkinder. Die Verantwortung oblag den Barmherzigen Schwestern nach den Regeln des hl. Augustinus, die 1888 das Katharinenstift als 13. Niederlassung übernahmen. Zwanzig Jahre später wurde eine Kapelle dort angebaut und 1910 durch Weihbischof Joseph Müller aus Köln konsekriert. Mittlerweile wurde das Stift in ein Alten- und Pflegewohnheim umgewandelt.
Darüber hinaus erwarb Rehm im Jahr 1890 noch den Klosterhof des ehemaligen Zisterzienserinnenklosters St. Jöris, der nach seinem Tod der verschwägerten Familie Ervens übertragen wurde, denen der Klosterhof bis 1924 gehörte.
Gerhard Rehm starb am 1. August 1892 in Astenet, fand aber auf eigenen Wunsch seine letzte Ruhestätte auf dem Aachener Ostfriedhof, der in direkter Nachbarschaft zu „seinem“ Rehmviertel liegt.